# Telescreen
Telescreen (або Telescreen BV раніше відомий як Telecable Benelux B.V.) є голландсько-фінсько-японською телевізійною компанією, яка з 1983 року випускає та розповсюджує дитячі телесеріали, такі як Міффі, Щасливе сімейство Мумі-тролів та Альфред Дж. Квак.
Міжнародний відділ споживчих товарів керує та розробляє програми мерчандайзингу анімованих об'єктів у всьому світі, таких як Frog & Friends та Ліззі Макгвайр
Як агент ліцензування, вони також представляють деякі найбільші світові розважальні компанії на території Benilux, такі як: BBC Worldwide, Turner Broadcasting, Chapman Entertainment та Aardman Animations
Компанія обслуговує повний спектр дитячих розважальних продуктів, починаючи від виробництва анімації, телепрограми, домашньої розваги, споживчих товарів, адміністрування роялті до координації та створення творів мистецтва.